# Monument aux héros de Puente Sampayo
Le monument aux héros de Puente Sampayo est un monument commémoratif et un groupe statuaire créé par le sculpteur espagnol Julio González Pola, situé à Pontevedra (Espagne).
Il se trouve dans les jardins de la Place d'Espagne et a été inauguré le 27 août 1911. Le monument commémore le courage du peuple de Pontevedra dirigé par l'officier Pablo Morillo et son triomphe sur les troupes napoléoniennes du maréchal Michel Ney, libérant Pontevedra de l'occupation de l'armée française les 7 et 8 juin 1809.

## Historique
Le parlementaire galicien Eduardo Vincenti Reguera et le Centre galicien de Madrid ont été les acteurs principaux de la création du monument. Le 9 février 1909, le Conseil municipal de Pontevedra a accepté de lui accorder une subvention de 500 pesetas et, plus tard, il a autorisé l'apport de la pierre de granit qui sert de support aux figures. Cette initiative a été soutenue également par Javier Puig Llamas, maire de Pontevedra à l'époque ainsi qu'Eugenio Montero Ríos, président du Sénat. Toutes ces autorités ont fait des discours lors de l'inauguration du monument le 27 août 1911.
Le gouvernement du roi Alfonso XIII, qui a fait don du bronze nécessaire à l'exécution de la sculpture, a décerné en même temps une médaille pour commémorer la bataille de Ponte Sampaio. La contribution de nombreux particuliers au financement du monument est également attestée.
La statue était entourée d'une fontaine monumentale réalisée en 1983, qui a été enlevée en 2009 pour rendre au monument et à ses environs leur conception spatiale d'origine.

## Description
Ce groupe statuaire appartient au courant de la sculpture commémorative espagnole du début du XXe siècle.
Le groupe fait huit mètres de haut. Il se compose de plusieurs figures en bronze sur un piédestal de granit représentant un groupe d'agriculteurs, de soldats et d'étudiants dirigés par l'officer Pablo Morillo, tenant un drapeau dans les derniers moments de la bataille.
Dans la partie centrale du monument, une figure féminine (représentant la Galice et la patrie) appuie sa main sur un bouclier aux armoiries espagnoles et étend son bras pour inviter au combat. Dans la partie supérieure, la figure de l'officier Pablo Morillo encourage le combat à l'épée. À côté de lui se trouvent un paysan, un étudiant, un soldat et un autre combattant blessé représentant la résistance du peuple contre l'envahisseur. Derrière eux se trouve le drapeau et à côté un canon.
Aux angles de la partie inférieure du monument, on trouve les quatre blasons des provinces galiciennes. La construction centrale en granit symbolise l'un des piliers du pont de Ponte Sampaio où s'est déroulée la majeure partie de la bataille et qui a été détruit après.
| Au dos, le corps central en granit porte l'inscription suivante en lettres de bronze : « LOS HÉROES DE PUENTESAMPAYO ACAUDILLADOS POR MORILLO » Et en dessous : « PRIMER CENTENARIO 1909 » Sur le côté droit se trouve une autre inscription gravée dans la pierre qui dit: « JULIO G POLA - ESCULTOR » | Dans le coin gauche de l'ensemble, il porte l'inscription suivante: « ERIGIDO POR SUSCRIPCIÓN POPULAR A INICIATIVA DEL CENTRO GALLEGO DE MADRID PRESIDIDO POR EL EXCMO. S. D. EDUARDO VICENTI Y REGUERA Y SIENDO ALCALDE DE PONTEVEDRA D. JAVIER PUIG LLAMAS Y GOBERNADOR DE LA PROVINCIA D. JOSÉ BOENTE SEQUEIROS » |

## Le groupe statuaire dans la culture populaire
Il est considéré par le professeur d'histoire de l'art Francisco Portela Sandoval comme l'un des monuments les plus réussis de l'époque grâce à sa composition et à la reproduction fidèle de l'événement qu'il vise à immortaliser.

## Galerie d'images

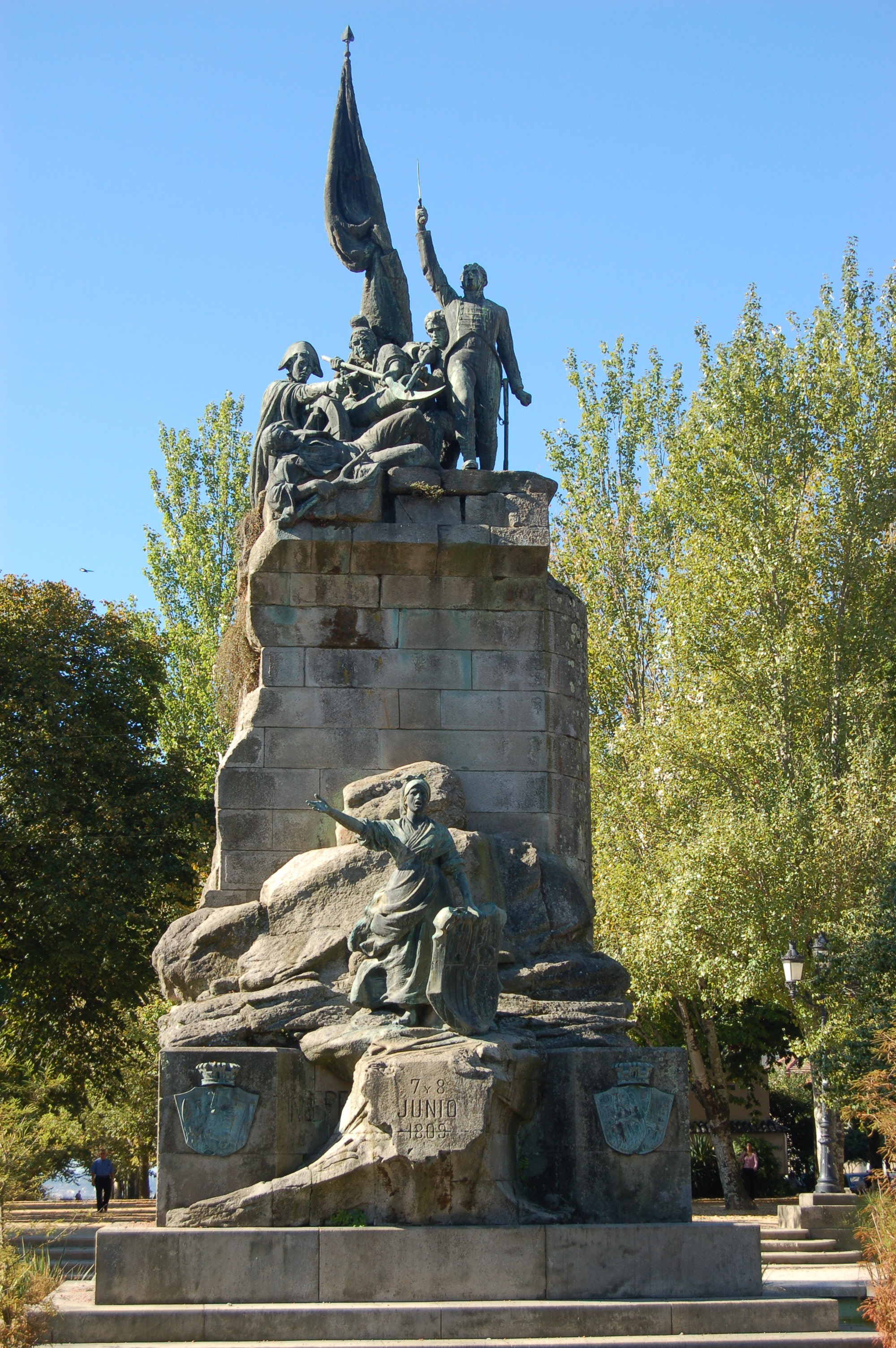
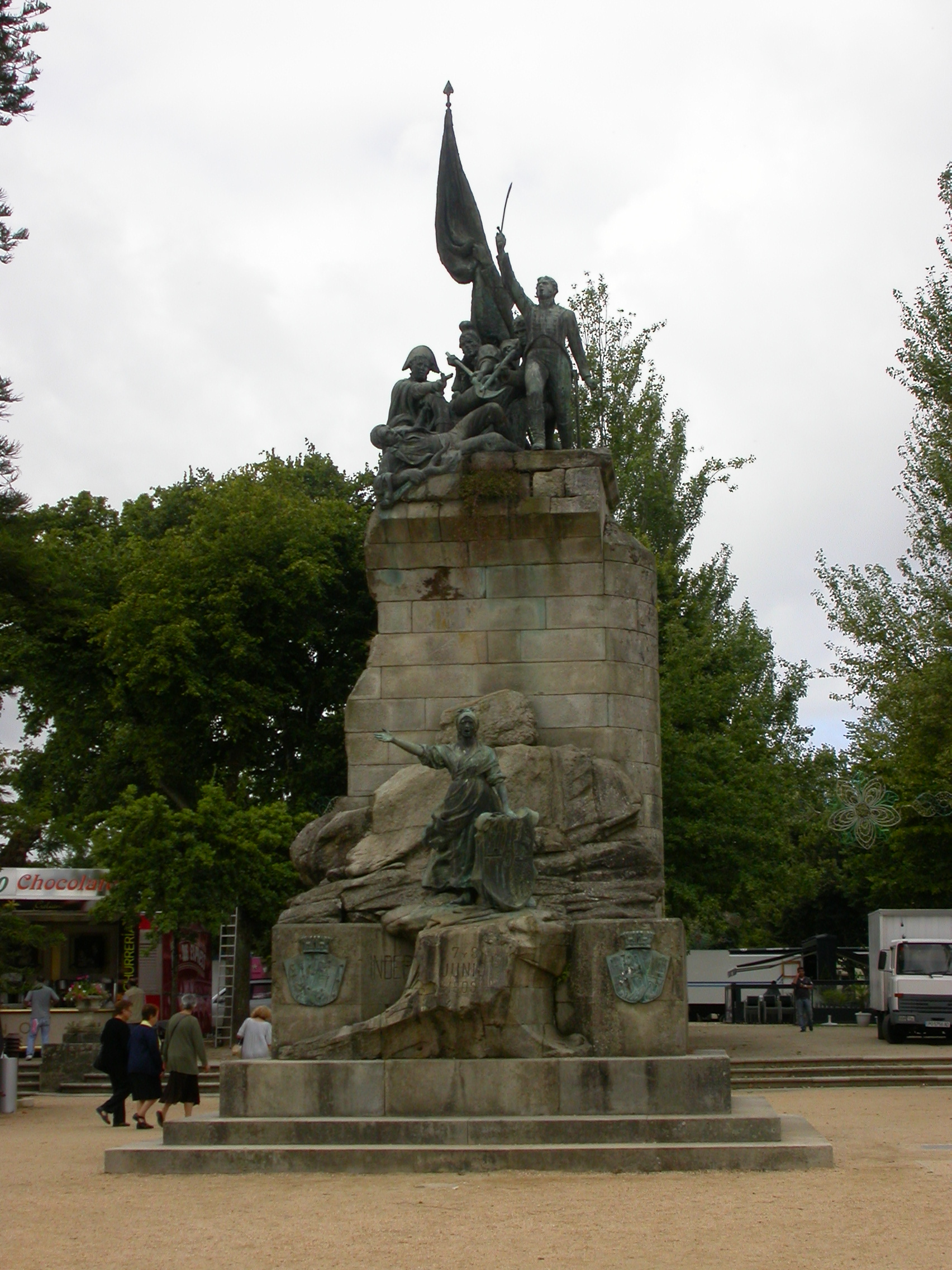
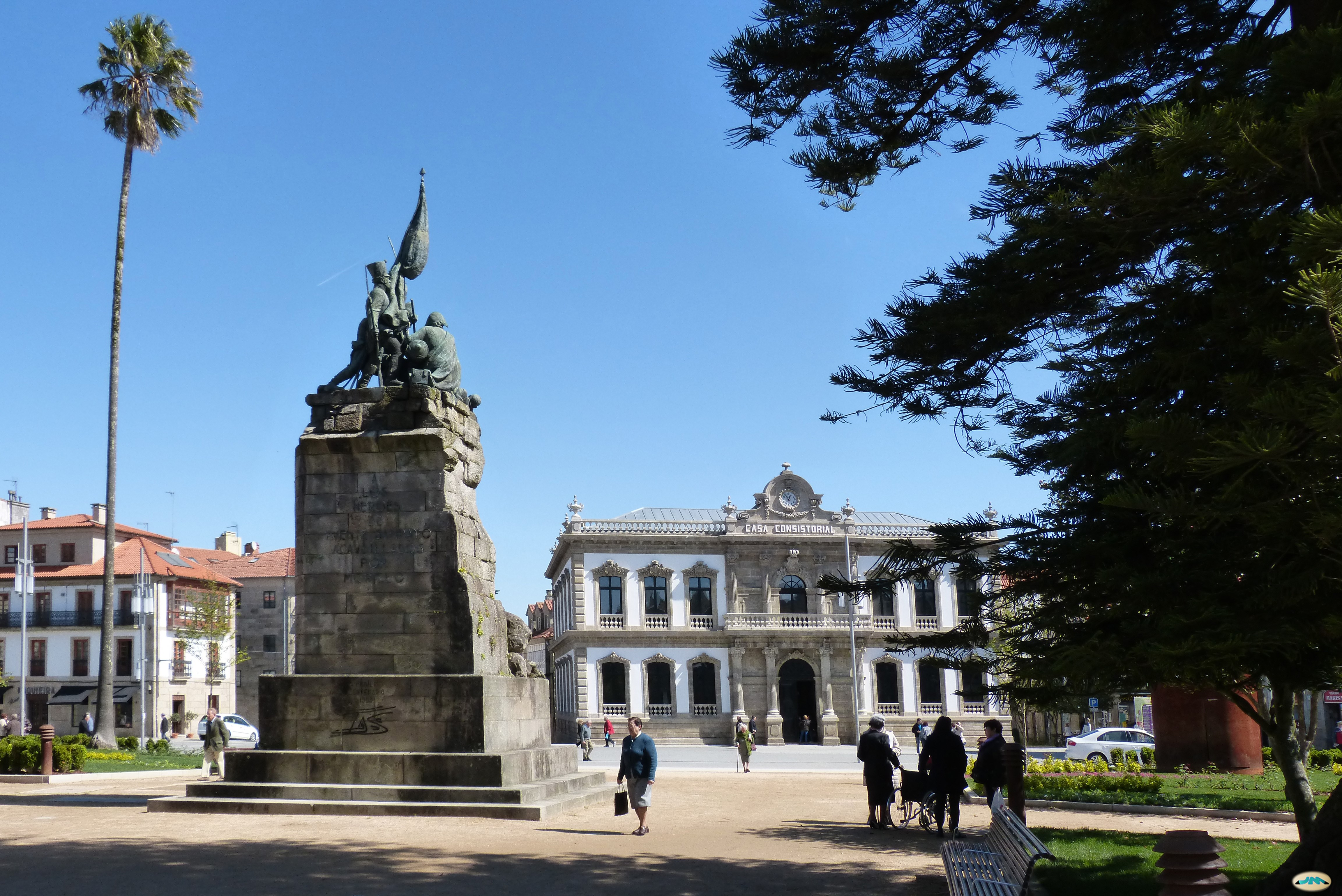
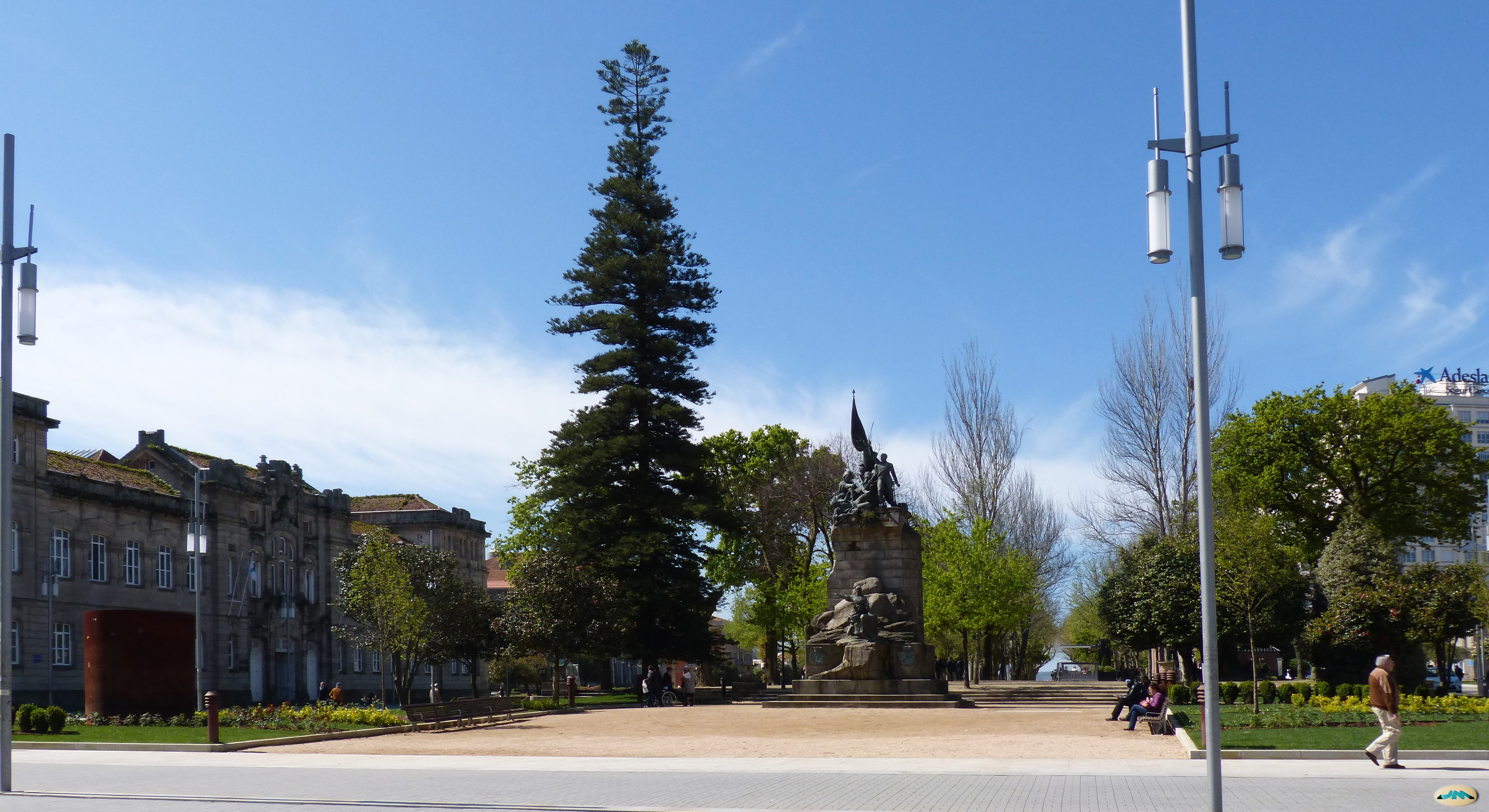
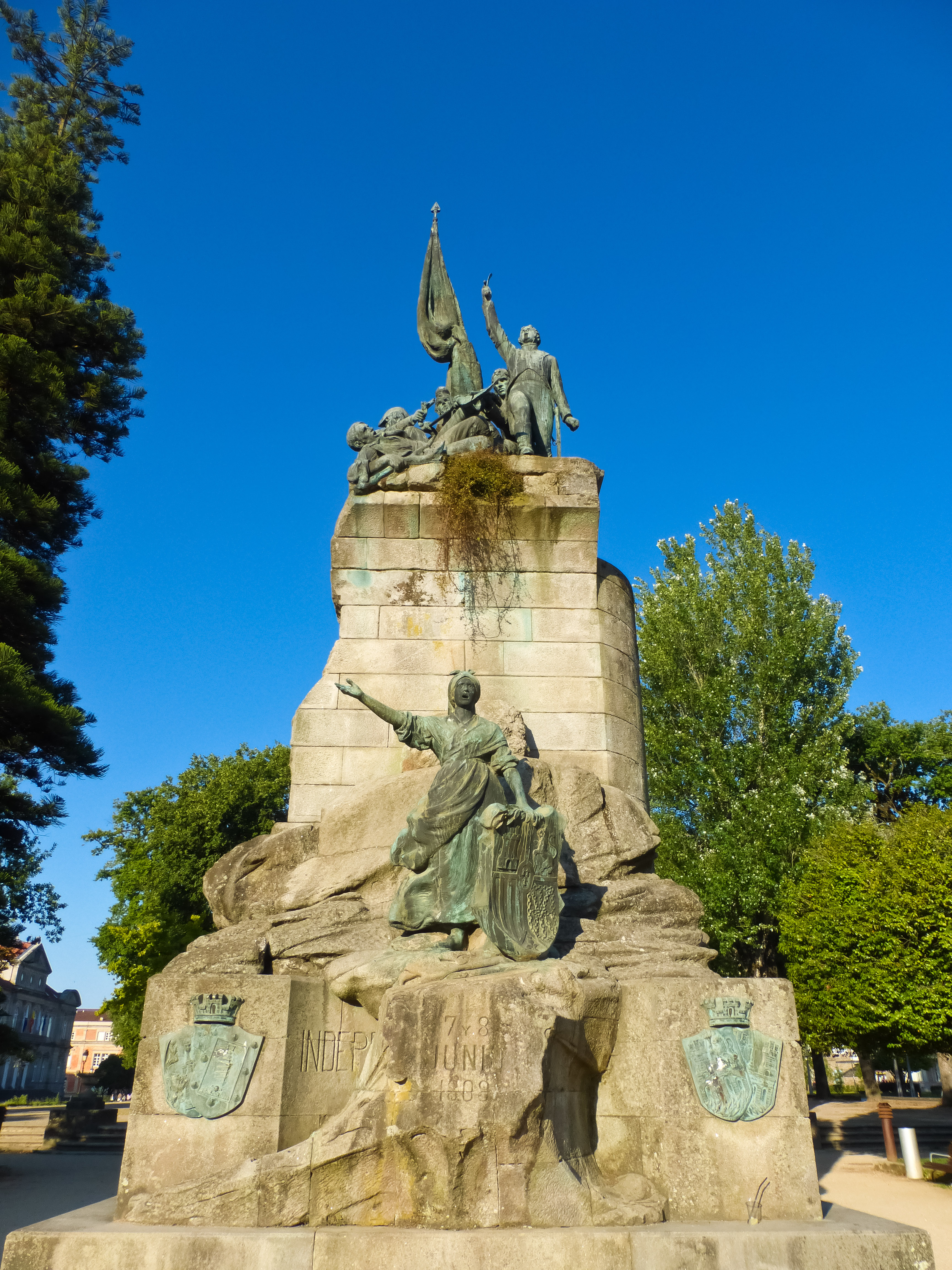
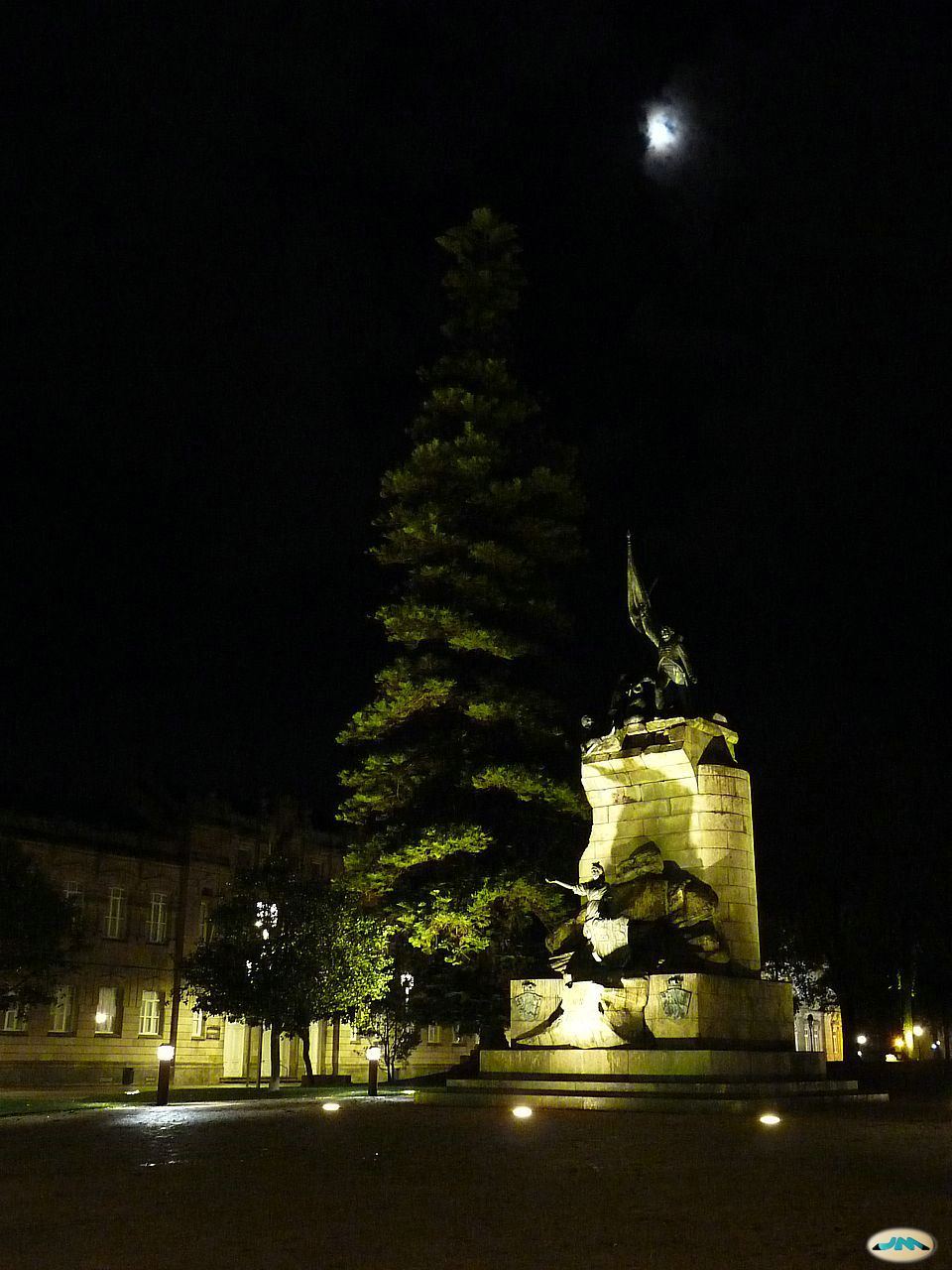
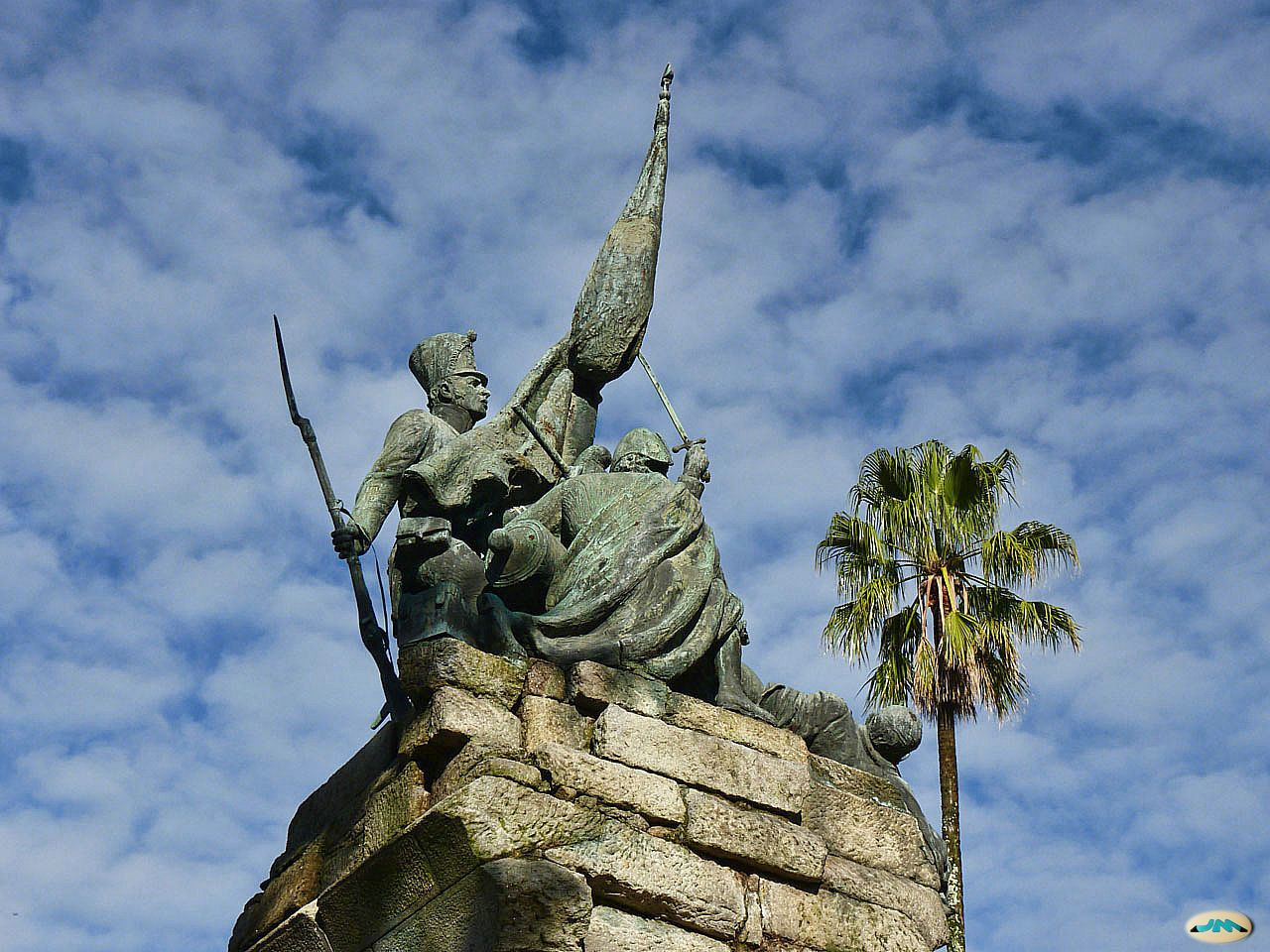
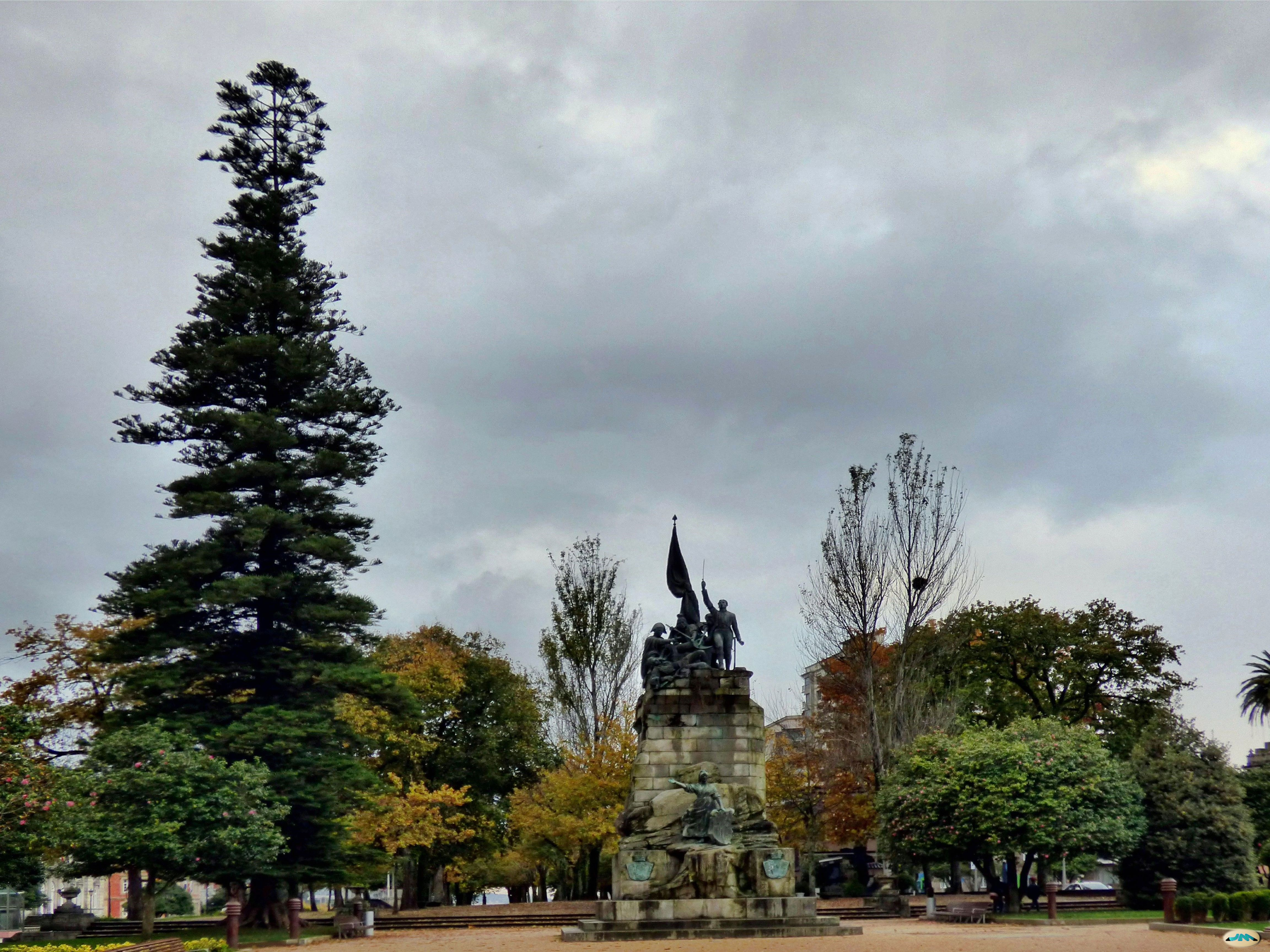
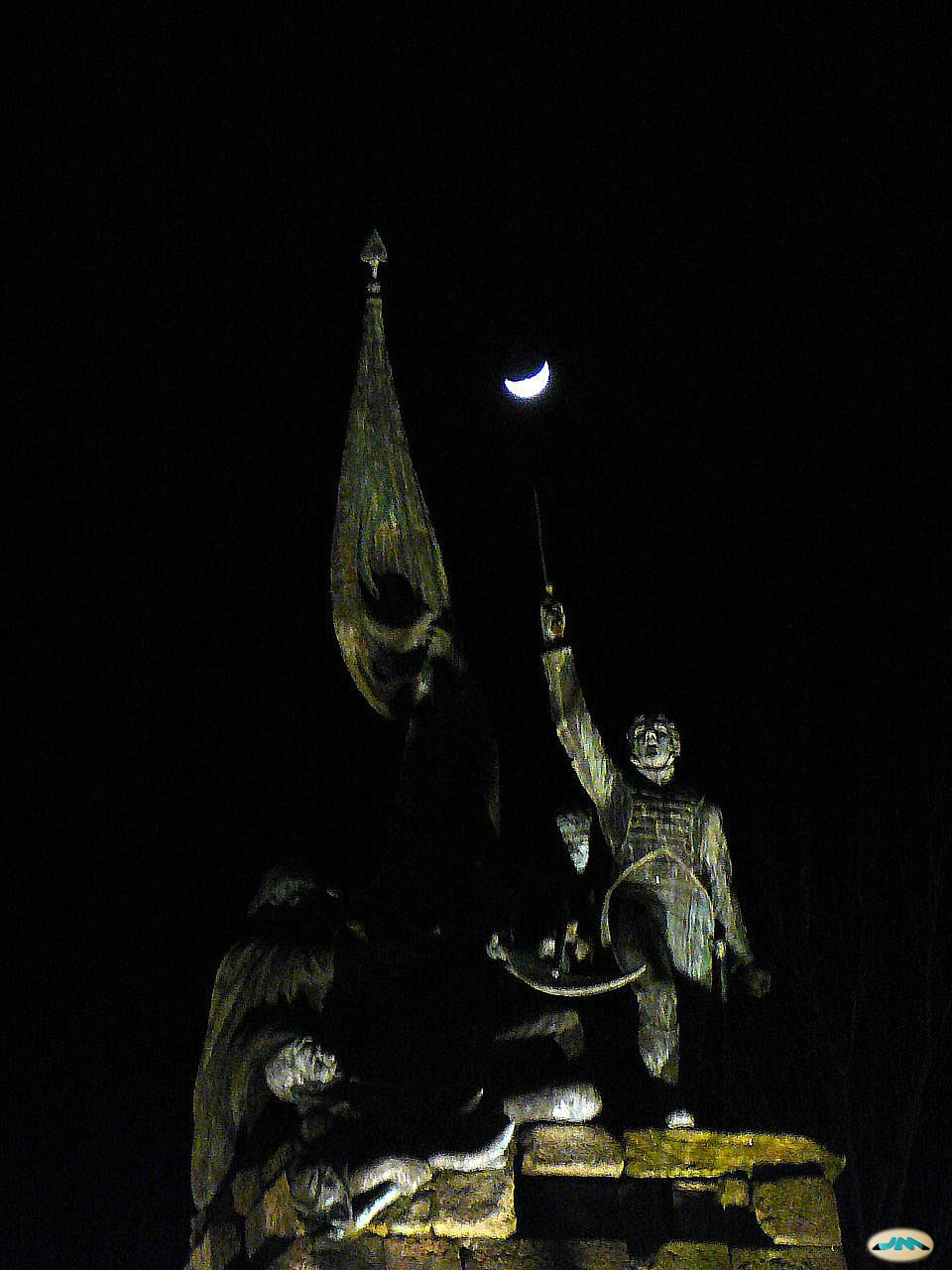